# ルナ (映画)
『ルナ』（La Luna）は、1979年のイタリア、アメリカ合作映画。

## 解説
父と死別した少年とその母の旅路を通して、親子の交流を描くヒューマンドラマ。

## ストーリー
突然の事故で夫を失った世界的オペラ歌手カテリーナは、思春期を迎えた息子ジョーを伴ってニューヨークから公演先のイタリアへ移り住む。仕事などが忙しく、息子の誕生日を忘れていた母親に背を向けたジョーは、麻薬に手を染める。禁断症状に苦しむジョーを前になすすべのないカテリーナは、息子を胸に抱き、その股間へと手を伸ばす……。カテリーナはジョーを連れて車でドライブに出かけるが、途中でケンカして置きざりにされてしまう。再会したジョーにカテリーナは実の父親の存在を話し、会わすことにする。ジョーはその男の職場を訪れた後、帰宅する彼の後を尾行していく。男は、自分の母親と共に海辺の家に暮らしていた。ジョーは自分の名を名乗らずに「あんたの息子は麻薬中毒で死んだ」と伝える。祖母はジョーを孫ではないかと気づく.....。

## キャスト
- カテリーナ・シルヴェリ - ジル・クレイバーグ（小原乃梨子）
- ジョー・シルヴェリ - マシュー・バリー（中尾隆聖）
- ジュゼッペ - トーマス・ミリアン
- ジュゼッペの母 - アリダ・ヴァリ
- 日本語吹替え･･･初回放送日：1988/12/08(木)　TBS　木曜シネマパラダイス

## スタッフ
- 監督：ベルナルド・ベルトルッチ
- 製作：ジョヴァンニ・ベルトルッチ
- 原案：フランコ・アルカッリ、ベルナルド・ベルトルッチ、ジュゼッペ・ベルトルッチ
- 脚色：ジュゼッペ・ベルトルッチ、クレア・ペプロー、ベルナルド・ベルトルッチ
- 英訳：ジョージ・マルコ
- 音楽：エンニオ・モリコーネ
- 撮影：ヴィットリオ・ストラーロ
- 編集：ガブリエラ・クリスティアーニ
- 衣装：リーナ・ネルリ・タヴィアーニ
- 提供：フィクション・シネマトグラフィカS.P.A、20世紀フォックス

## 反応
評論家ロジャー・イーバートは、ベルトルッチについて「ソープオペラとフロイト的症例（この二者はその性質上伝統的に対立する敵同士なのだが）を手に取り、力づくで交尾せしめた」として星2つをつけた。
アンジェラ・カーターは、ジル・クレイバーグのパフォーマンスについて、ロンドン・レビュー・オブ・ブックスで「ジル・クレイバーグは、声帯によって偉大なヨーロッパの監督と共演する機会を掴み、生の生命力といった感のある印象的なパフォーマンスを見せた」と評した。
ロシアの映画監督アンドレイ・タルコフスキーは、1979年9月7日付けの日記に「ベルトルッチの『ルナ』を見た。醜悪で、安っぽく、下品なゴミだ」と記した。
本作品は、1980年にエクアドルで当時警察庁長官だったアブダラ・ブカラムによって上映禁止措置がとられている。